# Caldes de Malavella
Caldes de Malavella è un comune spagnolo di 4 225 abitanti situato nella comunità autonoma della Catalogna.